# Raegan Revord
Raegan Revord (San Diego, 3 gennaio 2008) è un'attrice statunitense, nota soprattutto per avere interpretato Missy Cooper in Young Sheldon.

## Filmografia

### Attrice

#### Cinema
- Tortoise, regia di Jean Lee - cortometraggio (2015)
- Jia, regia di Steven Ho - cortometraggio (2015)
- I See You, regia di Manjari Makijany - cortometraggio (2017)
- Stray, regia di Drew Boylan - cortometraggio (2017)
- Wish Upon, regia di John R. Leonetti (2017)

#### Televisione
- Modern Family – serie TV, 2 episodi (2014-2016)
- W/ Bob & David – serie TV, 1 episodio (2015)
- Grace and Frankie – serie TV, 1 episodio (2016)
- Teachers – serie TV, 1 episodio (2017)
- Young Sheldon – serie TV, 106 episodi (2017-2024)
- Alexa & Katie – serie TV, 1 episodio (2019)
- Georgie & Mandy's First Marriage – serie TV (2024)

## Doppiatrici italiane
Nelle versioni in italiano dei suoi film, Raegan Revord è stata doppiata da:
- Margherita Marcucci in Wish Upon
- Lucrezia Roma in Young Sheldon